# Chromosom 13

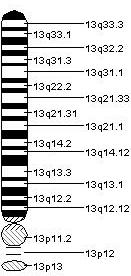

Chromosom 13 – jeden z 23 parzystych chromosomów człowieka. DNA chromosomu 13 liczy około 113 milionów par nukleotydów, co stanowi 3,5-4% materiału genetycznego ludzkiej komórki. Liczbę genów mających swoje locus na chromosomie 13 ocenia się na 300-700.

## Geny
- ATP7B
- BRCA2
- EDNRB
- FLT1
- GJB2
- GJB6
- IPF1
- PCCA
- RB1

## Aberracje chromosomalne
Trisomia chromosomu 13 jest związana z fenotypem zespołu wad wrodzonych zwanego zespołem Pataua. Rzadki zespół wad wrodzonych związany jest z delecją długich ramion chromosomu 13 (kariotyp 46,XX,del(13)(q14-q22) lub 46,XY,del(13)(q14-q22)).

## Choroby genetyczne
Niektóre choroby związane z mutacjami w obrębie chromosomu 13:
- rak sutka
- cukrzyca MODY 4
- kwasica propionowa
- siatkówczak
- zespół Pataua
- choroba Wilsona
- zespół Waardenburga.